# Thameslink
Thameslink est un service de trains de banlieue interconnecté situé à Londres, au Royaume-Uni. Ouvert en 1988, il forme un axe nord-sud qui relie les deux rives de la Tamise et connecte Londres à sa périphérie.
Thameslink comporte 225 km de voies et dessert 68 gares. Le réseau relie Bedford et Brighton via Londres et l'aéroport de Gatwick. Depuis 2018, il s'étend à Peterborough, Cambridge, et Stevenage au nord, ainsi qu'à Horsham et Sevenoaks au sud. Thameslink est intégré au réseau de transport londonien et enregistre un trafic annuel d’environ 40 millions de voyageurs.

## Historique
Le tunnel de Snow Hill, rouvert en 1988 après une fermeture de plusieurs décennies, a permis la création du service Thameslink. En mai 1990, le réseau a remplacé les services précédents comme le "Bedpan" reliant Bedford à Saint-Pancras.
Depuis 2018, la ligne a été prolongée à Peterborough et Cambridge au nord, ainsi qu'à Horsham et East Grinstead au sud.

## Infrastructure
Thameslink traverse plusieurs gares majeures de Londres :
- Saint-Pancras : liaisons internationales avec l'Eurostar
- Farringdon : connectée aux lignes Elizabeth line et Circle Line.
- City Thameslink : remplace l'ancienne gare de Holborn Viaduct.
- London Bridge : assurant des correspondances avec de nombreux services ferroviaires et métro.

Le réseau comporte deux branches principales au sud de Londres : une reliant Brighton via East Croydon, et une autre passant par Sutton et Wimbledon.

## Matériel roulant
Le parc de Thameslink est composé de trains Class 700 construits par Siemens. Ces rames, mises en service en 2016, offrent une capacité accrue et une meilleure efficacité énergétique. Les trains sont bi-courants et compatibles avec les infrastructures au nord et au sud de Londres.

## Exploitation
Le service est actuellement géré par Govia Thameslink Railway (GTR), une coentreprise entre Go-Ahead et Keolis, dans le cadre de la plus grande franchise ferroviaire du Royaume-Uni. GTR a pris la gestion de Thameslink en 2014.

## Projets d’extension
Dans le cadre du projet Thameslink Programme, des investissements massifs ont été réalisés pour moderniser les infrastructures et étendre le réseau. Parmi les améliorations :
- Augmentation de la capacité des gares comme London Bridge.
- Modernisation du tunnel de Snow Hill.
- Introduction de nouvelles destinations au nord et au sud.